# Narrativa digital
La narrativa digital es una forma de producción con medios de comunicación digitales que permite que cualquier persona comparta aspectos de su historia de vida. Los medios de comunicación utilizados suelen incluir el equivalente digital de técnicas cinematográficas: vídeo, imágenes, audios, o cualquier otro medio "no físicos" (materiales que existen como archivo digital y no fotografías o ilustraciones en formato papel, ni sonidos almacenados en cinta o disco, o películas físicas) que cualquiera puede emplear para contar una historia o presentar una idea.

## Introducción
La narrativa digital es un término  nuevo que se usa para denominar el hecho de que cualquier persona siendo usuario  de distintas herramientas digitales, puede contar historias. Estas historias digitales a menudo se presentan con formatos persuasivos o emocionalmente atractivos y pueden ser interactivas.
El término "narrativa digital" también puede cubrir una amplia gama de narrativas digitales (historias web, historias interactivas, hipertextos, y videojuegos narrativos o aventuras gráficas); en ocasiones se ha utilizado para referirse a la producción cinematográfica en general, y de un tiempo a esta parte, se emplea para describir los esfuerzos en publicidad y promoción de empresas comerciales y sin ánimo de lucro.
Se puede definir la "narrativa digital" como el proceso por cual la gente comparte historias de su vida y creaciones ficticias con otros. Esta forma más nueva de storytelling surge con el advenimiento de técnicas de producción accesibles, hardware y software, incluyendo las cámaras digitales, grabadores de voz digitales, iMovie, Windows Movie Maker y Final Cut Express. Estas y otras nuevas tecnologías permiten que usuarios comunes puedan compartir sus historias en Internet, por ejemplo en YouTube/Youtube, Vimeo, discos, podcasts, y otros sistemas de distribución electrónicos o redes sociales.
Se puede pensar en la "narrativa digital" como una extensión moderna del arte antiguo de contar historias, ahora desarrollado con imágenes digitalizadas, vídeos y sonidos. Gracias a los nuevos medios de comunicación y tecnologías digitales, cualquiera se puede acercar a la narrativa desde perspectivas únicas. Mucha gente elabora historias de formas distintas a la tradicional, empleando narrativas no-lineales e interactivas.
En resumen, las historias digitales son películas multimedia que combinan fotografías, vídeo, sonido, música, texto, y a menudo una voz narrativa. Las historias digitales pueden ser utilizadas como un medio expresivo dentro del aula para introducir un tema. El alumnado también puede trabajar individualmente o de forma colaborativa para producir historias digitales propias. Una vez completadas, estas historias pueden ser fácilmente subidas a Internet y volverse accesibles para una audiencia internacional, dependiendo de el tema y propósito del proyecto.

## Desarrollo y pioneros
La definición más amplia ha sido empleada por muchos artistas y productores para enlazar aquello a lo que se dedican con las tradiciones orales y a menudo para distinguir su trabajo de los proyectos comerciales centrándose en la autoría y el humanismo o el contenido generador de emociones. El término narrativa digital ha sido utilizado por Ken Burns, en el documental La Guerra Civil, como uno de los primeros modelos de este género.  En su documental, Burns utilizó cuentas en primera persona para revelar el corazón y las emociones de este trágico acontecimiento de la historia americana, así como usó la narración, imágenes de archivo, cinematografía moderna, y música (Sylvester & Greenidge, 2009). Algunos otros artistas que se han descrito como narradores digitales son Dana Atchley, su colaborador Joe Lambert, Abbe Don, Brenda Laurel, y Pedro Meyer.
La definición de "cortometrajes narrativos" para la narrativa digital, proviene de un taller de producción impartido por Dana Atchley en el Instituto de Película americano; en 1993 el término fue adaptado y redefinido por Joe Lambert a mediados de los años 90 como un método de entrenamiento promovido por el San Francisco Bay Area-based Center para el Digital Storytelling.
Comúnmente, las historias digitales se producen en talleres intensivos. El producto es un cortometraje que combina una pieza narrativa de escritura personal, fotográfico y otras imágenes, así como una banda sonora musical. La tecnología posibilita que aquellos sin un conocimiento técnico elevado puedan producir trabajos que cuenten una historia que utiliza "sonido" e imágenes y crea emociones. La escasa necesidad de producción y procesamiento y los mínimos requisitos de memoria para utilizar imágenes en comparación con el uso de vídeo, y la facilidad con que podemos crear el "Ken Burns" o efecto panorámico con un software de edición de vídeo han facilitado la tarea de crear cortometrajes de buena apariencia y calidad.
Digital storytelling estuvo integrado a público retransmitiendo por Gales de Captura de la BBC proyecta trabajar con organizaciones como Romper Barreras. El año siguiente un proyecto similar estuvo lanzado por la BBC en Inglaterra tituló Decir Vidas. Sveriges Utbildningsradio Creó Ron för Berättande (Habitación para Storytelling). Netherlands Televisión educativa Teleac/NO creado un programa con personas jóvenes en partes diferentes del país. KQED, Montaña Pedregosa PBS, WETA y otras estaciones televisivas públicas en los EE.UU. han desarrollado proyecta.Digital storytelling está evolucionando del vídeo narrado sencillo a formas que es interactivo y mirar mejor. Estos incluyen los sitios web y los vídeos en línea crearon para promover causas, entretiene, educa, e informar audiencias.

## Componentes
Las características más importantes de una historia digital son que ya no conforma a las convenciones tradicionales de storytelling porque es capaz de combinar imaginería quieta, moviendo imaginería, sonido, y texto, así como siendo nonlinear y contener características interactivas.  Las capacidades expresivas de tecnología ofrece una base ancha de qué para integrar. Realza la experiencia para ambos el autor y audiencia y deja para más grande interactivity.
Con la llegada de dispositivos de medios de comunicación nuevos como ordenadores, cámaras digitales, recorders, y software, #el @individual pueden compartir sus historias digitales vía el Internet, en discos, podcasts, u otros medios de comunicación electrónicos. Digital storytelling combina el arte de storytelling con características multimedia como fotografía, texto, audio, voiceover, hypertext y vídeo. Software y herramientas digitales lo hacen fáciles y convenientes de crear una historia digital. El software común incluye iMovie y Fabricante de Película para usuario-opciones amistosas. Hay otras opciones en línea y aplicaciones libres también.
Los educadores a menudo identifican el beneficio de digital storytelling como la variedad de las herramientas técnicas de qué alumnado pueden seleccionar para su expresión creativa. Los estudiantes puestos fuera para utilizar estas herramientas en maneras nuevas para hacer contenido significativo. Los estudiantes aprenden software nuevo, escoger imágenes, edita vídeo, marca voiceover narration, añade música, crea pantallas de título, y flujo de control y transiciones. Además,  hay oportunidad de insertar características interactivas para "participación" de lector.  Es posible a clic encima imaginería o texto para escoger qué pasará luego, causa un acontecimiento para ocurrir, o navigate a contenido en línea.
Además, las distinciones pueden ser dibujadas entre Web 2.0 storytelling y que de digital storytelling. Web 2.0 storytelling está dicho para producir una red de conexiones vía sociales networking, blogueando, y YouTube/Youtube aquel transcends allende el flujo tradicional, singular de digital storytelling. Tiende para "agregar cantidades grandes de microcontent y creativamente seleccionar patrones fuera de un casi unfathomable volumen de información,"  por lo tanto el bounds de Web 2.0 storytelling no es necesariamente claro.
Otra forma de digital storytelling es el micromovie, el cual es "un muy corto exposition durando de unos cuantos segundos a no más de 5 minutos en longitud. Deja el teller para combinar escritura personal, vídeo o imágenes fotográficos imágenes, narrativa, efectos de sonido, y música. Muchas personas, a toda costa de nivel de habilidad, es capaz de decir sus historias a través de imagen y sonido y compartir aquellas historias con otros."
Diciendo una historia digital combina una narrativa, si lo ser ficción o no ficción, personal o general, y medios de comunicación digitales.  Los medios de comunicación digitales incluye imaging, vídeo, sonido y todas otras formas de los medios de comunicación entonces pueden ser retratados visually, la mayoría de sencillos de las historias digitales incluso pueden ser un punto de poder.  El punto es para transportar un mensaje a través de imaginería, el cual muchos tiempos pueden ser más eficaces entonces si justo transportados a través de sonido.  En mi opinión una historia digital incluso puede ser dicha por algunos sitios de medios de comunicación sociales como Facebook y Instagram, donde eres constantemente posting las imágenes acompañaron por captions para retratar la historia de vuestra vida. "Una historia puede ser tan corta cuando explicando cómo tú misplaced vuestras llaves esta mañana o mientras un multivolume autobiografía", la cosa maravillosa aproximadamente diciendo una historia digital es que realmente hay ninguna regla.  Como cualquier historia quieres capturar vuestra audiencia así que es importante cuándo diciendo una historia digital para "vender vuestra historia, como escribir, filmmaker, dramaturgo, tú tan a menudo cuando no te preguntar qué historias me obligan y dónde poder encuentro una historia profundamente dramática".

## Usos en educación
El Centro para Digital Storytelling el modelo también ha sido adoptado en educación, especialmente en los EE.UU., a veces como método de construir compromiso y alfabetización multimedia. Por ejemplo, la Coalición de Vídeo de Área de Bahía y Youthworx Medios de comunicación Melbourne emplea digital storytelling para comprometer y facultar personas jóvenes en riesgo.

### Usos en educación primaria y secundaria
"La idea de fusionar tradicional storytelling con hoy las herramientas digitales está extendiendo en todo el mundo."  Cualquiera hoy con un ordenador puede crear una historia digital sencillamente por contestar tales cuestiones tan "Qué   piensas? Qué   sientes?  Qué es importante? Cómo encontramos significar en nuestras vidas?" Historias más digitales foco en un tema concreto y contener un punto de vista particular. "Estos temas pueden variar de cuentos personales al recounting de acontecimientos históricos, de explorar la vida en una es comunidad propia al buscar vida en otras esquinas del universo y cada historia en entre."
Para grados primarios el foco está relacionado con qué está siendo enseñado, una historia que relacionará al alumnado. Para grados primarios la historia está mantenida debajo cinco minutos para retener atención. Cuadros vibrantes, edad-música apropiada y narration está necesitado.  Narration Acompañó por subtitles puede también vocabulario de complexión de la ayuda. Contenido-las historias digitales relacionadas pueden ayudar superiores-elementales y medios-el alumnado escolar entiende abstracto o layered conceptos. Por ejemplo, en uno 5.ª clase de grado un profesor utilizó digital storytelling para describir la anatomía del ojo y describir su relación a un cámara. Un quinto grader dijo, "Este año he aprendido que los sitios no son justo asunto físico pero sitios emocionales en pueblos' corazones.  iMovie Ha hecho todos mis pensamientos y los sentimientos vienen vivos en un awesome película."
Estos aspectos de digitales storytelling, cuadros, música, y narration reforzar ideas y apelación a tipos de aprendizaje diferente. Los profesores lo pueden utilizar para introducir proyectos, temas, o cualquier área de contenido, y puede también dejado su alumnado hace sus historias digitales propias y entonces compartirles.  Los profesores pueden crear historias digitales para ayudar facilitar discusiones de clase, cuando un anticipatory conjunto para un tema nuevo, o para ayudar el alumnado obtiene un mejor entendiendo de conceptos más abstractos.  Estas historias pueden devenir una parte integral de cualquier lección en muchos áreas @subject.  El alumnado también puede crear sus historias digitales propias y los beneficios que pueden recibir de él puede ser bastante plentiful.  A través de la creación de este alumnado de historias está requerida para tomar propiedad del material están presentando.  Tienen que analizar y synthesize información también.  Todo de estos soportes pensamiento de nivel más alto. El alumnado es capaz de dar ellos una voz a través de expresar sus pensamientos propios e ideas.
Cuándo el alumnado es capaz participar en los pasos múltiples de diseñar, creando y presentando sus historias digitales propias,  pueden construir varias habilidades de alfabetización. Estos incluyen el siguientes: habilidades de Búsqueda por encontrar y analizando información cuándo documentando la historia, escribiendo habilidades cuándo desarrollando un guion, y habilidades de organización por gestores el alcance del proyecto dentro de un constreñimiento de tiempo. Habilidades de tecnología pueden ser obtenidas a través de aprender para utilizar una variedad de herramientas, como cámaras digitales y multimedia authoring software y habilidades de presentación a través de la presentación de la historia a una audiencia. Alumnado también entrevista de beneficio, interpersonal, que soluciona problema y habilidades de valoración a través de completar su historia digital y aprendiendo para recibir y dar crítica constructiva.
Software como iMovie, Historia de Foto 3 o Fabricante de Película  todo aquello está requerido.
Facultad y estudiantes de posgrado en la Universidad de Houston ha creado un sitio web, Los Usos Educativos de Digitales Storytelling, el cual centra en el uso de digital storytelling por profesores y su alumnado a través de áreas de contenido múltiple y niveles de grado.
El Proyecto de Escritura Nacional tiene una colaboración con el Pearson la fundación que examina las prácticas de alfabetización, los valores, actitudes, creencias y sentimientos, asociados con su digitales storytelling trabajo con estudiantes.

### Uso por profesores en currículum
Los profesores pueden incorporar digitales storytelling a su instrucción para varias razones.  Dos razones incluyen 1) para incorporar multimedia a su currículum y 2) los profesores también pueden introducir storytelling en combinación con social networking para aumentar participación global, colaboración, y habilidades de comunicación.  Además, digital storytelling es una manera de incorporar y enseñar el veinte-primer estudiante de siglo el veinte-primeras habilidades de tecnología del siglo como alfabetización de información, alfabetización visual, concienciación global, comunicación y alfabetización de tecnología.
Los objetivos educativos para los profesores que utilizan digitales storytelling es para generar interés, atención y motivación para estudiantes de la "generación digital" en aulas. El uso de digital storytelling como herramienta de presentación también apela a los estilos de aprendizaje diversos de estudiantes. Digital storytelling también capitaliza en estudiantes' talentos creativos y deja su trabajo para ser publicado en el Internet para otros para ver y crítica.
Un handful de los profesores alrededor del mundo han abrazado digitales storytelling de una plataforma móvil. El uso de dispositivos de mano pequeños deja profesores y alumnado para crear historias digitales cortas sin la necesidad para caro editando software. iOS Los dispositivos son la norma hoy en día y móviles digitales storytelling las aplicaciones como El Juego de Pliegue han introducido un conjunto enteramente nuevo de herramientas para el aula.
Con un énfasis en collaborative aprendizaje y manos encima enseñando, este sitio web ofrece un a fondo mirada en cómo para integrar Habilidades de siglo XXI con los objetivos de un programa académico riguroso:
http://nafcollaborationnetwork.org/curriculum-instruction/ci-pbl-ds.html

### Usos en educación más alta
Digital storytelling @spread en educación más alta en el tardío nineties con el Centro para Digital Storytelling (CDS) colaborando con un número de Universidades mientras basados en UC Berkeley.  CDS Los programas con el Consorcio de Medios de comunicación Nuevo dirigieron a enlaces a muchos campus donde programas en digitales storytelling ha crecido; estos incluyen Universidad de Baltimore de Mary Universidad de Wisconsin, Madison.[cita requerida] La Universidad de Colorado, Denver, Kean Universidad, Virginia Tecnología, Simmons Universidad, Swarthmore Universidad, la Universidad de Calgary, Universidad de Massachusetts (Amherst), el Maricopa Condado Universidades Comunitarias (AZ), y otros han desarrollado programa.[cita requerida]. La Universidad de Utah ofreció su primera clase en digital storytelling (Escritura 3040) en la Caída de 2010. El programa ha crecido de 10 estudiantes el primer semestre a encima 30 en 2011, incluyendo 5 estudiantes de posgrado. Periodista de Chicago Mark Tatge empezó un Digital Storytelling programa en DePauw Universidad en 2011. El alumnado aprendió periodístico-estilo storytelling técnicas y publicó las historias resultantes en un sitio web de clase.
La distribución de digital storytelling entre facultad de humanidades conectada con los Estudios americanos Crossroads el proyecto era una evolución más lejana a través de una combinación de ambos personal y académico storytelling.  Empezando en 2001, Rina Benmayor (de California Estatal Universitario-Monterey Bahía) hosted un Centro para Digital Storytelling seminario y empezó utilizar digital storytelling en su Latino/unas clases de historias de la vida. Benmayor Empezó compartir que trabajo con facultad a través del país implicado en el Proyecto de Conocimiento Visible que incluye Georgetown Universidad; LaGuardia Community College, CUNY; Millersville Universidad; Vanderbilt Universidad, y Universidad de Wisconsin@–Stout.[cita requerida] Fuera de este trabajo emergió publicaciones en varias revistas académicas claves[imprecisos] así como el Digitales Storytelling Archivo Multimedia.
De manera similar, la experiencia adquirida en la Universidad de Granada con futuros docentes de educación infantil y primaria durante el confinamiento por la COVID-19 demuestra cómo la creación de Digital Storytelling por parte del alumnado puede cumplir un doble propósito. En primer lugar, enseñar el uso y la creación de historias digitales a través de nuevos recursos educativos tecnológicos. Y, en segundo lugar, tratar temas vinculados con la educación emocional.
Pelota la universidad Estatal tiene un programa de maestros en digital storytelling basó en el Departamento de Telecomunicaciones, cuando hace la Universidad de Oslo.
En 2011, la Universidad de Mary Washington lanzó un curso en línea abierto en digital storytelling tituló DS106. El curso incluye que busca crédito alumnado en el Universitario así como muchos participantes abiertos , en línea de alrededor del mundo.
Digital storytelling es también utilizado como un instructional estrategia a no relaciones de complexión única y establecer la presencia social de las personas en línea pero también como un formato alternativo a contenido presente.[Impreciso]

### Utiliza en público salud, healthcare, servicios sociales, y desarrollo internacional

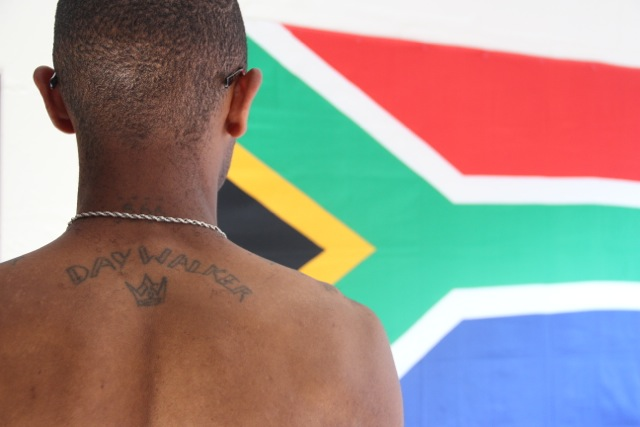
"Día Walker" era Bienvenido apodo en el Sonke Justicia de Género "Un Hombre Puede" hacer campaña emprender VIH y género-violencia basada.

El desarrollo del Silencio Habla proyecto en 1999 bajo la dirección de Amy Cerro (quién unió el Centro para Digital Storytelling en 2005) dirigió a la expansión de digital storytelling en público salud. Proyecta desarrollado con los Centros para Control de Enfermedad, la Fundación de Sociedad Abierta, trabajo en género-prevención de violencia basada con grupos en California, Texas, Nueva York, Minnesota, y con la organización Sonke Justicia de Género en Sudáfrica, el uso ancho de digital storytelling con Juventud Adoptiva, y finalmente la conexión a digital storytelling a campañas públicas en prevención de abuso de la sustancia y programas de salud mentales comunitarios.
Digital storytelling está soliendo levanta concienciación del "factor" humano en healthcare.
El programa de Voces Paciente es el producto de Pip Hardy y Tony Sumner. Encargado en 2003, por la Universidad Real de Nursing en el U.K. Su proyecto proporciona un medio para personas (pacientes, familias o healthcare trabajadores) para decir sus historias cuál podría afectar clinicians, directores y decisión-fabricantes en el healthcare #arena. Estos las historias digitales son disponibles en Las Voces Pacientes.  Además, el proyecto proporciona un recurso accesible libre a cualquiera quién desea mejorar la calidad de salud y cuidado social. Las historias han contribuido al entendiendo de pacientes' experiencias y su función en su enfermedad.

### Usos en museos
Digital storytelling está siendo utilizado por muchos museos diferentes.
El proyecto más grande,  Shock de Cultura!, actualmente está teniendo lugar en el Este Del norte de Inglaterra. Este proyecto está utilizando museo y colecciones de galería para inspirar personas para crear sus historias digitales propias, los cuales también están siendo añadidos a las colecciones de museo pertinentes.
Otro proyecto de escala grande es el trabajo del Centro australiano para la Imagen Emotiva.
La Galería Nacional de Arte en Washington, D.C. también aguantó una serie de clases para integrar currículum de educación de las artes con digital storytelling de 2003-2005.
Alguna ayuda de museos interpreta y hacer la historia comunitaria accesible. En 2007, el Colorado la sociedad Histórica colaborada con el Centro para Digital Storytelling para crear un programa, Los italianos, sobre Historia americana italiana.  En 2008, un grupo de once museos en Yorkshire lanzaron Mi Yorkshire, un digital storytelling proyecto.  El trabajo de museos con comunidades para utilizar contemporáneas historias orales recogidas junto a aquellos de archivos para interpretar historia local de un punto de vista personal, a través del uso de registros orales históricos y fotos archivísticas. El grupo también ha producido guías de ayuda a crear historias digitales en un encuadre de museo.
Las historias digitales acabadas pueden tener muchos usos: anunciando un upcoming exposición, preservando proyecto de plazo a escaso, construyendo relaciones con comunidades. Proporcionan habilidades a voluntarios y puede ser permanentemente mostrado en galerías.

### Usos para formación religiosa
En 2005, la Iglesia de Noruega inició un proyecto donde las personas jóvenes levantaron cuestiones de fe y vida en cortos biográficos mini-las películas llamadas 'Historias de Fe Digital'.  Un estudio de este proyecto en una congregación Oslo cercano encontró que el método de 'Digital Storytelling' podría contribuir a un método educativo más sistemático para incluir el lifeworld del joven en formación religiosa.

## Usos en bibliotecas
Una estación de historia digital es un espacio público para personas para crear una historia digital que sirve a archivo historias orales de la perspectiva pública.  Las historias orales pueden centrar en una experiencia personal, incidente, describiendo un sitio o presenciando un acontecimiento.  Basado en el Centro para Digital Storytelling modelo, encima 30 bibliotecas públicas que varían de Del norte abajo la costa a California Del sur tiene un sitio para personas para decir su historia propia.
Trabajo de personal de biblioteca bilingüe con participantes para crear un registro que utiliza la estación digital, los cuales pueden ser integrados con una variedad de medios de comunicación, incluyendo audio, vídeo, cuadros, e imágenes. El digital storytelling proyecto de estación llamó California del Pasado está financiada por una subvención de la California Biblioteca Estatal, Instituto de EE.UU. de Museo y Servicios de Biblioteca y Acto de Tecnología, y administrado en California por bibliotecarios.  El Centro de Artes de los Medios de comunicación en San Diego facilita este proyecto.
Desde 2006, San Diego ha albergado una estación de historia en su biblioteca céntrica. El Centro de Artes de los Medios de comunicación de San Diego partnered con la biblioteca pública céntrica para instalar una estación de historia donde el público puede crear un vídeo de tres minutos. Los temas del archieved gama de vídeos de personal a documentales históricos.

## Usos en empresariales
Con el desarrollo del marketing en el mundo digital es digital storytelling implementó en empresarial.
Digital storytelling está utilizado como herramienta de usuario-contenido generado, cuándo los consumidores contribuyen su opinión basada en sus experiencias propias sobre un producto para promover el producto de una empresa en el mundo digital.
Digital storytelling está siendo utilizado por innovador startups a campo sus ideas a los inversores potenciales y para comunicar con clientes potenciales para conseguir retroalimentación sobre el potencial de mercado de su producto o servicio.
El Centro de Empresa con Salem la universidad Estatal organizó un Campo de Vídeo de Idea Grande competición de Concurso para estudiantes para entregar un 60 segundo campo de vídeo de una idea única para un negocio, causa sin ánimo de lucro o social. Las personas podrían votar una vez por el día que utiliza el "voto ahora" botón que está mostrado en la sección de votar. La Historia Digital que recibe el más los votos estuvo otorgado. Los vídeos estuvieron juzgados encima originalidad, creatividad, y la claridad de mensaje.
Proyecto SomePitching es un crowdsourced competición en línea para ideas empresariales nuevas y etapa temprana startups para proporcionar retroalimentación en su producto e ideas empresariales. El freeform la explicación podría ser un sitio web , a escaso pitching vídeo o una animación (max. 90 segundos), un slideset (max. 5 páginas con medida de fuente 20+), o cualquiera otro material (o combinación de materiales) aquello era corto y aclarar para cualquiera para evaluar.
SomePitching Utilizó el Innopinion plataforma para dirigir el proceso de índice de la idea y la selección de ganadoras basó en los índices de ambos el jurado público y profesional.
El intent de esta competición no fue para presentar la Idea Grande mejor del producto, servicio, o solución sólo, pero también para encontrar la manera, cómo para interpretar él por Historia Digital la manera mejor de punto de vista visual y narrativo. Porque en la fase de jurado pública, las evaluaciones estuvo basada en las categorías siguientes (con porcentaje de la puntuación final):
- Interesar para comprar o utilizar la solución (20 %)
- La importancia del problema la solución soluciona (20 %)
- El valor la solución trae (20 %)
- La claridad y calidad del material (20 %)

## Sitio-basado digital storytelling
El laboratorio de Medios de comunicación Nuevos del Centro de Película canadiense (anteriormente MediaLinx Hábitat) lanzó un proyecto, Murmullo, fuera del 2002@–2003 estudio.  El proyecto integra entrevistas de audio a cellphone-basó visitas. El Centro para Digital Storytelling creó Storymapping.org en 2006 con proyectos en Mendocino (California), Houston, Nueva Orleans, y Tuscaloosa (Alabama) para promover la conexión entre storytelling y asuntos de memoria local y planificación cívica.
La Biblioteca de Voz (TVL) lanzó dos, actual, proyectos que dan sociales en 2014. El Proyecto de Historia de Familias Militar, basado fuera de Portsmouth, NH, mantiene y fortalece familias' lazos, construye morale a través de un hermano-/red de hermandad, habilita hombres de servicio y mujeres y sus familias a historia récord cuando lo hacen, y conmemora veteranos' experiencias. TVL nacional Dejado Me Ser Vuestro proyecto de Memoria, en colaboración con Dinámica Cognitiva, ofrece un único, audio de seis semanas-basado archiving currículum de Artes de la Lengua para estudiantes e instituciones educativas que múltiplo de complexiones, Núcleo Común-adaptable competencies por levantar concienciación de aquellos viviendo con desórdenes de memoria y su caregivers. Estimula alumnado para aprender, investiga, y conectar con familiar y comunidad. La Biblioteca de Voz cambia el digital storytelling paradigma por proporcionar usuarios passcode-acceso protegido a través de cualquier tecnología telefónica. Lo También proporciona acceso en línea. Ambos combinan audio y todavía-capacidad de imagen. Para 24/7, acceso global, a diferencia de medios de comunicación sociales, suscriptores' las cuentas privadas están aseguradas en el servidor de la compañía.

Narrativa en la comunicación audiovisual

La comunicación audiovisual la narrativa juega un papel importante ya que va más allá de lo que vemos, sino que se trata de lo que significa para el público al que va dirigido dicho comunicado.
En la historia que desarrolla la narrativa se toman en cuenta aspectos como el marco si es que este será abierto (que es  cuando se incluye sólo a comienzo) en donde se plantea sólo un fragmento , tal puede ser en trailers de películas, eventos etc, o cerrado( donde también se incluye al final) y este es el más común ya que se usa en aspectos publicitarios generales para transmitir toda la idea. 
Para el desarrollo de esta narrativa se debe plantear una presentación, un desarrollo que conlleve a un clímax para finalmente llegar al desenlace, según el caso la relación lógica puede ser causal o temporal. finalmente se debe analizar la segmentación del tema en donde debe existir un aspecto dominante que lleva la idea central en la mayoría del proceso, un aspecto único que cause un contraste de la magnitud deseada y el aspecto múltiple que puede ser implícito o explícito según las intenciones y preferencias del emisor acordadas con el productor.